# Troms
Troms (severosámsky: Romsa; kvensky: Tromssa; finsky: Tromssa) je kraj v severní části Norska. Správním centrem kraje je město Tromsø. Na ploše 25 863 km² žije asi 166 000 obyvatel. Troms hraničí na východě s krajem Finnmark, na jihu s krajem Nordland, se švédským krajem Norrbotten a finskou provincií Laponsko. Na západě a severu je Norské moře.

## Historie
Od ledna 2020 byl sloučen se sousedním krajem Finnmark a vznikl nový kraj Troms a Finnmark. Toto sloučení bylo zrušeno vládou vzešlou z norských parlamentních voleb v roce 2021 k 1. lednu 2024.

## Obce
- Balsfjord
- Bardu
- Dyrøy
- Gratangen
- Harstad
- Ibestad
- Karlsøy
- Kvæfjord
- Kvænangen
- Kåfjord
- Lavangen
- Lyngen
- Målselv
- Nordreisa
- Salangen
- Senja
- Skjervøy
- Skånland
- Storfjord
- Sørreisa
- Tromsø